# 清水哲男
清水 哲男（しみず てつお、1938年〈昭和13年〉2月15日 - 2022年〈令和4年〉3月7日）は、日本の詩人。 

## 経歴・人物
東京府東京市中野区（現在の東京都中野区）鷺宮出身。花火研究者の清水武夫は父、詩人の清水昶は弟。
東京都立立川高等学校から、各2年の浪人と留年を経て京都大学文学部哲学科卒業。
京大在学中、大野新らとともに、詩誌『ノッポとチビ』に参加。大学卒業後は、芸術生活社、河出書房、ダイヤモンド社などで編集者として活躍する。
H氏賞を受賞した『水甕座の水』に収録されていた4篇から発展して成立した『スピーチ・バルーン』は、タイトルがすべて「チャーリー・ブラウン」、「ミッキー・マウス」などマンガのキャラクターという当時としては異色の詩集で話題になった。この詩集を含め、彼の詩は決して難解ではないが、切れ味鋭く、深い味わいがある。特に、最後に残る苦味は格別のものがある。1980年頃よりワープロ、パソコンを導入し、IT方面でも詩壇では先駆的である。
俳句にも造詣が深く、インターネットサイト清水哲男の『増殖する俳句歳時記』を運営。同サイトでは、第1期として1997年7月から2006年6月の10年間、最初の一時期を除き、毎日1句ずつ俳句の鑑賞を書き続けた。2006年8月からは第2期として今井聖、今井肖子、松下育男、土肥あき子、八木忠栄、三宅やよい、中岡毅雄、小笠原高志、藤嶋務らとともに各人が曜日を担当する形で2016年8月8日まで続いた。2007年より2年間、文學の森社発行の俳句雑誌「俳句界」の編集長も務めた。
また、1979年から12年間に渡りエフエム東京 (TOKYO FM) にて「FMモーニング東京」などの早朝の情報番組パーソナリティを担当した他、コミュニティ放送局・むさしのFMでも開局時から8年間パーソナリティを務めた。
1950年代の頃から巨人ファン。野球チームの監督をオーナー兼任で務めたことがある。そして初めて書いたスポーツ評も巨人軍についてのことだった。
2022年3月7日、腎不全のため東京都新宿区の病院で死去。84歳没。
一周忌で誕生日でもある2023年2月15日には武蔵野市内で「清水哲男さんを偲ぶ会」が催され、文学やラジオ番組の関係者ら約80人が集まった。3月25日には次女の語りを中心に、長女・鳥越俊太郎・ねじめ正一など生前ゆかりのある人の語りや生前の音源、玉置玲央による詩の朗読で構成された特別番組「TOKYO FM 特別番組 清水哲男を偲んで～父の名は詩人」（TOKYO FM)が放送された。

## 受賞歴
- 1975年『水甕座の水』で第25回H氏賞
- 1986年『東京』で第1回詩歌文学館賞
- 1994年『夕陽に赤い帆』で第2回萩原朔太郎賞、第35回晩翠賞
- 2006年『黄燐と投げ縄』で第1回三好達治賞、第6回山本健吉文学賞
- 2019年『換気扇の下の小さな椅子で』で第26回丸山薫賞

## 著作・出演

### 詩集
- 『喝采』（1963年、文童社）
- 『水の上衣』（1970年、赤ポスト）
- 『喝采　水の上衣』（1974年、深夜叢書社）
- 『水甕座の水』（1974年、紫陽社）
- 『スピーチ・バルーン』（1975年、思潮社）
- 『清水哲男詩集』（現代詩文庫68・1976年、思潮社）
- 『野に、球。』（1977年、紫陽社）
- 『雨の日の鳥』（1978年、アディン書房）
- 『甘い声』（1979年、アディン書房）
- 『掌のなかの映画』（1980年、河出書房新社）
- 『地図を往く雲』（1983年、紫陽社）
- 『東京』（1985年、書肆山田）
- 『夕陽に赤い帆』（1994年、思潮社）
- 『続・清水哲男詩集』（現代詩文庫148・1997年、思潮社）
- 『緑の小函』（1997年、書肆山田）
- 『黄燐と投げ縄』（2005年、書肆山田）
- 『換気扇の下の小さな椅子で』書肆山田, 2018.12

### 句集
- 『匙洗う人』（1991年、思潮社）
- 『打つや太鼓』（2003年、書肆山田）

### 評論・エッセイ他
- 『ミニレディー百科 あなたも詩人』（1978年、小学館、小学館入門百科シリーズ）
- 『現代詩つれづれ草』（1993年、新潮社）
- 『蒐集週々集』（1994年、書肆山田）
- 『詩に踏まれた猫』（1998年、出窓社）
- 『さらば、東京巨人軍。』（2001年、潮社）
- 『増殖する俳句歳時記』（2002年、ナナコーポレートコミュニケーション）
- 『「家族の俳句」歳時記』（2003年、主婦の友社）

### ラジオ番組
- FMモーニング東京 (TOKYO FM) - パーソナリティ
- おはようTOKYOITE (TOKYO FM) - パーソナリティ
- JET STREAM（1995年 - 2000年担当、TOKYO FM） - スクリプト
- 珈琲 - 湯気の向こう側の世界（声のエッセイ5、ラジオデイズ） - 構成・解説
- 酒 - 神のやさしい液体（声のエッセイ6、ラジオデイズ） - 構成・解説
- むさしの情報バイキング（むさしのFM）